# Torneo Nacional de Clubes 2024
El Torneo Nacional de Clubes de 2024 fue la vigésimo séptima edición del torneo de rugby más importante de clubes de Argentina.
Lawn Tennis se consagró campeón, por primera vez en su historia, al derrotar a Alumni 22 a 17.

## Formato
Se enfrentaron los campeones de los dos principales torneos de rugby de Argentina, el Torneo de la URBA y el Torneo del Interior A.

## Participantes
| Campeonato                 | Ganador     |
| -------------------------- | ----------- |
| Torneo del Interior A 2024 | Lawn Tennis |
| Top 12 de la URBA 2024     | Alumni      |

### Distribución geográfica de los equipos
| Jurisdicción              | Cant. | Equipo      |
| ------------------------- | ----- | ----------- |
| Provincia de Tucumán      | 1     | Lawn Tennis |
| Provincia de Buenos Aires | 1     | Alumni      |

## Encuentro
| 16 de noviembre de 2024 | Lawn Tennis | 22 - 17 | Alumni | La Caldera del Parque, San Miguel de Tucumán |                                 |
|                         | - 1 Bellagamba - 2 Barrionuevo - 3 Navarro - 4 Calliera - 5 Argüello - 6 Botini - 7 Manino - 8 Mukdise - 9 López Islas - 10 N. Sánchez - 11 Solimo - 12 Gianotti - 13 Ferro - 14 Novillo - 15 Rez Masud Tries López Islas, Conversiones N. Sánchez Penales N. Sánchez (4) Drop N. Sánchez |         | - 1 F. Lucca - 2 T. Bivort - 3 B. Vidal - 4 Mora - 5 Alducin - 6 Cubill - 7 Anderson - 8 Montagner - 9 Passerotti - 10 Diaz Luzzi - 11 Gonzáles Cháves - 12 Battezzati - 13 Cubillas - 14 Fuentes - 15 González Iglesias Tries Battezzati Penales Diaz Luzzi , González Iglesias (3) | Asistencia: 10.000 espectadores              | Asistencia: 10.000 espectadores |

| Campeón Lawn Tennis |
|                     |